# Margoyoso (Salaman)
Margoyoso is een bestuurslaag in het regentschap Magelang van de provincie Midden-Java, Indonesië. Margoyoso telt 3535 inwoners (volkstelling 2010).